# RINA (azienda)
RINA è un gruppo multinazionale con sede a Genova. Nasce nel 2000 come spin off del Registro Italiano Navale, un'organizzazione privata senza scopo di lucro fondata nel 1861 che si occupava principalmente di classificazione navale, e che oggi è azionista di maggioranza di RINA.
RINA si occupa tuttora di classificazione navale ed ha ampliato il suo portafoglio di servizi nei campi della certificazione e dell’ispezione (le cosiddette attività TIC) e della consulenza ingegneristica. RINA è una società privata e attualmente opera nei seguenti settori: energia e mobilità, navigazione, certificazione, immobiliare e infrastrutture, industriale.

## Storia

### Da Registro Italiano Navale a RINA S.p.A.
L'azienda privata RINA S.p.A. nasce a seguito di una direttiva del Consiglio europeo del 1994 che ha liberalizzato in Europa il mercato delle ispezioni e delle visite di controllo delle navi, e che è stata attuata in Italia con un decreto legislativo nel 1998.
Il Registro Italiano Navale, in qualità di azionista unico di RINA, trasferisce alla società tutte le sue funzioni e attività operative, oltre che la quasi totalità del personale. 
Da quel momento, Registro Italiano Navale e RINA divengono due realtà distinte. Il Registro Italiano Navale mantiene la sua identità giuridica di ente di diritto privato senza fini di lucro, assimilabile a una fondazione, mentre la società per azioni RINA organizza la sua struttura operativa in due divisioni: la Divisione Navale e la Divisione Certificazione e Sevizi Industriali.

### 2000-2010: crescita organica
Come azienda privata, RINA imposta la strategia di crescita su due elementi: la diversificazione dei mercati e l'internazionalizzazione.
Alle attività tradizionali di classificazione e di certificazione navale, affianca le certificazioni di sistema e di prodotto, le attività di collaudo e le verifiche e ispezioni per le piattaforme offshore e per altri impianti industriali (per questi ultimi lavorando con gruppi italiani quali Eni e Ansaldo Energia). Nel 2009 viene costituita la sub-holding RINA Services S.p.A., a cui RINA trasferisce le autorizzazioni e gli accreditamenti relativi ai servizi di classificazione, certificazione, auditing e collaudo.
In questo primo decennio RINA apre inoltre diverse sedi in Europa, America, Medio ed Estremo Oriente. Nel 2000 l'azienda aveva circa 500 dipendenti, in maggioranza italiani, e nel 2010 il numero sale a 1.400 persone di 46 diverse nazionalità. Questa crescita porta con sé anche un miglioramento dei risultati finanziari: nel 2000 il valore della produzione è di poco superiore ai 50 milioni di euro, nel 2004 per la prima volta è oltre 100 milioni di euro (con +10% di EBITDA) e supera i 200 milioni nel 2009.

### 2011-oggi: acquisizioni nel settore della consulenza ingegneristica
A partire dal 2011, RINA estende il proprio campo di attività alla consulenza ingegneristica, e lo fa principalmente con l'acquisizione di tre aziende del settore:
- D’Appolonia[15] (acquisita nel 2011), azienda con sede a Genova e specializzata in consulenza ingegneristica, design e project management nei settori spazio e difesa, logistica, mobilità e telecomunicazioni.
- Centro Sviluppo Materiali[16] (acquisita nel 2014), nato come centro di ricerca in campo siderurgico con diverse sedi in Italia e specializzato in materiali e tecnologie applicate, quali ad esempio quelle usate per la manifattura additiva e in processi di produzione e controllo in ottica industria 4.0 applicabili a diversi settori industriali[17]. Un esempio è un laboratorio, nato in sinergia con l'Università della Calabria, che è il primo in Italia e uno tra i pochi al mondo capace di eseguire test ad altissima pressione (fino a mille bar) per lo stoccaggio di gas tra i quali l’idrogeno[18].
- Edif Group[19] (acquisita nel 2016), società di ispezione e consulenza ingegneristica con sede a Londra, specializzata nei settori militare e spaziale, e della produzione, trasporto e stoccaggio di energie rinnovabili ed energia elettrica.

Da queste acquisizioni è nata nel 2017 la società RINA Consulting S.p.A., sub-holding di RINA S.p.A. su cui si concentrano le attività operative di consulenza ingegneristica.
Nel 2021 RINA acquisisce il controllo di Cyber Partners, società di consulenza specializzata in cyber security, costituendo così l’unità organizzativa del Gruppo dedicata alla sicurezza cibernetica.

## Organizzazione e struttura
Il primo ufficio all'estero è stato aperto, dal Registro Italiano Navale, a Shanghai nel 1885. Oggi RINA dispone di oltre 200 sedi distribuite in 70 Paesi nel mondo, facenti capo alla direzione centrale di Genova.
La holding è RINA S.p.A., che non svolge attività operative, ma fornisce al gruppo servizi amministrativi, strategici e finanziari, oltre a controllare le due principali subholding RINA Services S.p.A. e RINA Consulting S.p.A., su cui sono concentrate tutte le attività operative.
Il 1º giugno 2002 Ugo Salerno è stato nominato Amministratore Delegato di RINA; dal 2012 ricopre anche la carica di Presidente.
Il 13 dicembre 2023 si insedia il nuovo consiglio di amministrazione, che nomina Carlo Luzzatto Amministratore Delegato e Direttore Generale di RINA; Ugo Salerno rimane in carica come presidente esecutivo.
Gli azionisti di RINA sono il Registro Italiano Navale con una quota di maggioranza (70%), Fondo Italiano d'Investimento (entrato nella compagine societaria a dicembre 2023 con un’iniezione di capitali fino a 180 milioni di € e una quota di minoranza fino al 33%) e il management RINA (3.5%).

## Servizi
RINA ha mantenuto la tradizionale attività di classificazione navale, e sviluppato due ulteriori rami di attività:
- testing, ispezione e certificazione, svolte da RINA Services S.p.A. e dalle sue controllate;
- consulenza ingegneristica, svolta da RINA Consulting S.p.A. e sue controllate.

In dettaglio, oggi l'azienda opera in cinque macro settori industriali:
- l’energia convenzionale e rinnovabile, con ricadute anche nell’ambito della transizione energetica e decarbonizzazione, e su filoni quali la produzione e distribuzione dell’idrogeno[27], la cattura e stoccaggio dell’anidride carbonica, la conversione delle piattaforme offshore in eoliche e la realizzazione di impianti a energia solare.

- il navale, con una flotta classificata che ha raggiunto i 50 milioni di tonnellate di stazza lorda[28], e dove ai tradizionali servizi di classificazione e certificazione si aggiungono soluzioni legate all'ottimizzazione dei consumi e alla riduzione delle emissioni[29].

- le certificazioni e valutazioni di conformità su schemi che riguardano l'agroalimentare, la sostenibilità ambientale, il cambiamento climatico, la salute e la sicurezza, la responsabilità sociale d'impresa e la formazione e qualifiche del personale.

- le infrastrutture e i trasporti, con servizi di owner engineering e asset management lungo tutto il ciclo di vita di progetto, oltre a servizi di ingegneria civile quali la valutazione di impatto ambientale degli edifici e la consulenza agli investitori in progetti di riqualificazione green building.

- l'industria, che comprende settori quali la manifattura, la siderurgia e l'aerospaziale e difesa.

## Ricostruzione del viadotto Polcevera
Nel dicembre 2018 è stato affidato a RINA Consulting S.p.A., per l’importo di 14 milioni di euro, l’incarico per i servizi di coordinamento progettuale, direzione lavori, controllo qualità e coordinamento della sicurezza del nuovo ponte autostradale di Genova, a seguito del crollo del viadotto Polcevera (noto anche come ponte Morandi) del 14 agosto 2018.
Il ruolo dell’azienda - esteso sia alla parte di demolizione del ponte Morandi che alla realizzazione del nuovo ponte - è stato supportare il Commissario straordinario alla ricostruzione, ovvero il Sindaco di Genova Marco Bucci, nel garantire che fossero soddisfatti i requisiti in termini di qualità, pianificazione, coerenza tra il progetto e la costruzione, tempi e costi. Il team coinvolto, formato da 80 persone, ha contribuito al progetto con oltre 220.000 ore di attività di ingegneria, più di 3.200 documenti tecnici emessi e 10.500 schede progettuali esaminate.